# Хуан Фелипе
Хуа́н Фели́пе Алвеш Рибейро (порт. Juan Felipe Alves Ribeiro; род. 5 декабря 1987, Сан-Висенти, Сан-Паулу, Бразилия), более известный как Хуан Фелипе — бразильский футболист, полузащитник клуба «Неа Саламина».

## Биография
Хуан начинал заниматься футболом в бразильском «Сантос». Первым профессиональным клубом игрока стал «Санту-Андре» из одноимённого города. Также полузащитник играл в составе таких клубов Бразилии, как «Ред Булл Бразил» и «Сан-Карлос». В карьере игрока был опыт выступления в боливийском чемпионате — в команде «Ориенте Петролеро».
В 2014 году Фелипе перебрался в Европу: в течение одного сезона защищал цвета софийского ЦСКА, а затем перебрался в македонский «Вардар», в составе которого в 2017 году провёл шесть матчей на групповой стадии Лиги Европы, забив один гол и отдав одну голевую передачу. 29 марта 2018 года Хуан Фелипе подписал однолетний контракт с функцией его продления ещё на год с алматинским клубом «Кайрат».

## Достижения
«Ориенте Петролеро»
- Серебряный призёр чемпионата Боливии: 2012/13 (Клаусура)

«Вардар»
- Чемпион Македонии (2): 2015/16, 2016/17
- Серебряный призёр чемпионата Македонии: 2015/16, 2016/17
- Обладатель Суперкубка Македонии: 2015